# Alma (Texas)
Alma è un comune (town) degli Stati Uniti d'America della contea di Ellis nello Stato del Texas. La popolazione era di 331 persone al censimento del 2010.

## Geografia fisica
Alma si trova sulla Interstate 45 a circa 5 miglia (8,0 km) a sud-est di Ennis e 15 miglia (24 km) a nord di Corsicana.
Secondo lo United States Census Bureau, ha un'area totale di 5,4 mi² (13,99 km²).

## Società

### Evoluzione demografica
Secondo il censimento del 2000, c'erano 302 persone.

### Etnie e minoranze straniere
Secondo il censimento del 2000, la composizione etnica della città era formata dal 91,06% di bianchi, il 3,64% di afroamericani, e il 5,30% di altre razze. Ispanici o latinos di qualunque razza erano il 5,96% della popolazione.